# Paul Achilles
Paul Achilles (ur. 1 sierpnia 1890 w Watenbüttel, zm. 1966 w Brackstedt, dzielnicy Wolfsburga) – as morskiego lotnictwa niemieckiego w I wojnie światowej z 8 zwycięstwami.
Urodził się w Watenbüttel w Brunszwiku. Służył w Seefrontstaffel, w której odniósł dwa zwycięstwa powietrzne.
We wrześniu 1918 roku został mianowany na dowódcę nowo powstałej morskiej eskadry myśliwskiej Marine Feldjagdstaffel Nr. V, która była częścią dywizjonu Marine Jagdgeschwader dowodzonego przez Gottharda Sachsenberga. 25 września 1918, podczas jednego lotu bojowego, w ciągu zaledwie 15 min. zestrzelił 2 samoloty Sopwith Camel. W ostatnich tygodniach wojny jego liczba zwycięstw wzrosła do 8.